# Jens Riewa
Jens Riewa (né le 2 juillet 1963 à Lübbenau) est un animateur de télévision allemand.

## Biographie
Jens Riewa grandit à Lübben, où il a son abitur en 1982. Il passe trois ans dans la Nationale Volksarmee. Après avoir arrêté ses études à Dresde, il fait une formation de contrôleur aérien. Puis pendant deux ans, il fait une formation de deux ans d'animateur radio à la Berliner Rundfunk. En 1988, il participe à un recrutement de présentateur d'informations à la Deutscher Fernsehfunk puis est l'animateur de l'émission pour enfants Wie wär’s ...?. Il travaille ensuite pour la radio pour jeunes DT64. Il intègre Tagesschau en 1991 d'abord comme voix-off puis présentateur en 1994. Le 6 septembre 1995, il apparaît à l'édition de 20 heures.
En 1994, Dieter Thomas Heck l'engage pour présenter Deutsche Schlagerparade en intérim de Birgit Schrowange. En 1996 et 1997, il anime le concours de sélection pour l'Allemagne au Concours Eurovision de la chanson. En 2013 et 2015, il présente l'attribution de l'Orden wider den tierischen Ernst par l'Aachener Karnevalsvereins. Pour l'ORB, il présente trois ans le magazine régional Wunderschönes Brandenburg. Depuis 2012, il est un des animateurs principaux du journal de Hambourg.
Depuis décembre 2020 il est présentateur en chef du Tagesschau, l'un des journaux TV les plus regardés en Allemagne

## Source de la traduction
- (de) Cet article est partiellement ou en totalité issu de l’article de Wikipédia en allemand intitulé « Jens Riewa » (voir la liste des auteurs).